# آزمایشگاه سیب‌زمینی
آزمایشگاه سیب‌زمینی (به کره‌ای: 감자연구소؛ انگلیسی: The Potato Lab‏) یک مجموعه تلویزیونی محصول کره جنوبی به کارگردانی کانگ ایل سو، به نویسندگی کیم هو سو و با بازی لی سون بین و کانگ ته اوه است. این مجموعه از ۱ مارس ۲۰۲۵، روزهای شنبه و یکشنبه ساعت ۲۱:۲۰ (کی‌اس‌تی) از تی‌وی‌ان پخش خواهد شد.

## بازیگران

### اصلی
- لی سون بین در نقش کیم می گیونگ[۱]
- کانگ ته اوه در نقش سو بک هو[۱]

### مکمل
- لی هاک-جو در نقش پارک کی سه[۱]
- کیم گا اون در نقش لی اونگ جو[۲]
- شین هیون سونگ در نقش کیم هوان گیونگ[۱]
- یو سونگ موک[۱]
- کواک جا هیونگ در نقش گو جونگ هه[۱]
- وو جونگ وون در نقش جو سونگ هی[۱]
- کیم جی آه در نقش جانگ سول گی[۱]
- یون جونگ سوپ در نقش لی چونگ هیون[۱]
- نلم هیون وو در نقش کوان هی دونگ[۱][۳]